# كارلوس سيفيلا
كارلوس سيفيلا هو لاعب كرة قدم ومدرب كرة قدم إكوادوري في مركز الدفاع، ولد في 26 أغسطس 1950 في كيتو في الإكوادور. لعب مع سوسيداد ديبورتيفو كيتو.

## وصلات خارجية
- كارلوس سيفيلا على موقع قاعدة بيانات كرة القدم.إي يو (الإنجليزية)